# فوتبال در اکوادور

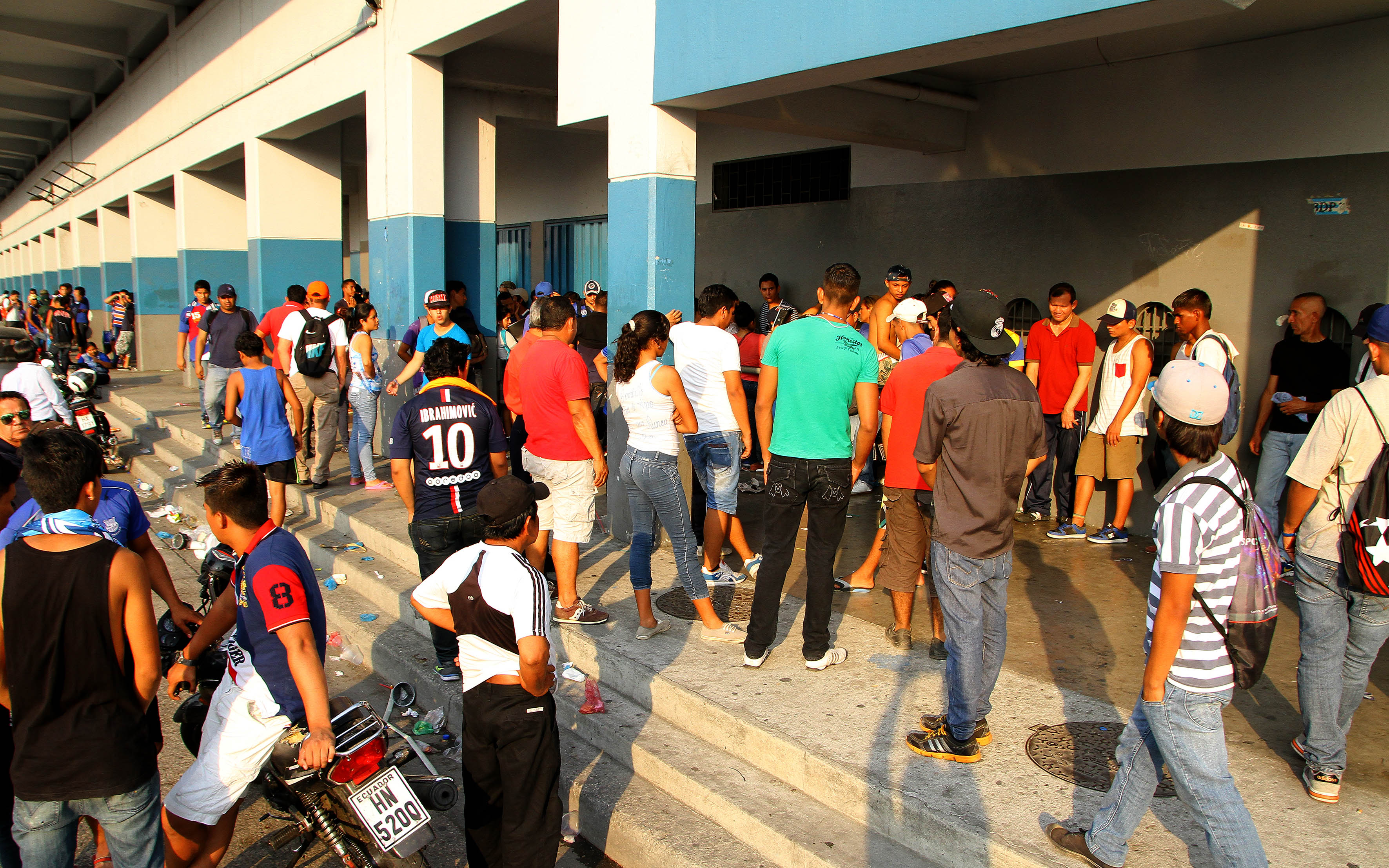
مردم اکوادور در حال رفتن به استادیوم فوتبال در سال 2014

فوتبال پرطرفدارترین ورزش در اکوادور است؛ همانند اکثریت آمریکای جنوبی.